# Cleghornia
Cleghornia är ett släkte av oleanderväxter. Cleghornia ingår i familjen oleanderväxter.
Kladogram enligt Catalogue of Life:
| Cleghornia | \| \| Cleghornia acuminata \| \| \| \| \| \| Cleghornia malaccensis \| \| \| \| |
|            | \| \| Cleghornia acuminata \| \| \| \| \| \| Cleghornia malaccensis \| \| \| \| |
|            | Cleghornia acuminata                                                            |
|            |                                                                                 |
|            | Cleghornia malaccensis                                                          |
|            |                                                                                 |